# Sharon Springs (Kansas)
Pour les articles homonymes, voir Sharon Springs.
La ville de Sharon Springs est le siège du comté de Wallace, situé dans l’État du Kansas, aux États-Unis. Sa population s’élevait à 748 habitants lors du recensement de 2010, estimée à 749 habitants en 2016.